# Христо Смирненски (язовир)
Христо Смирненски е язовир на река Паничарка, приток на река Янтра, в землището на град Габрово.

## Предназначение
Язовир „Христо Смирненски“ е предназначен за питейно и промишлено водоснабдяване на Габрово и 23 селища в района. Хидровъзелът включва язовирна стена с открит траншеен преливник и вертикална водовземна кула, подязовирна ВЕЦ с мощност 760 kW, транспортна деривация за водно количество 4.67 куб. м/сек. Язовирът се пълни от собствен водосбор на река Паничарка и от събирателна деривация Янтра.
Главната деривация е напорна с 21200 мм и дължина 8673 м. Трасето и от ВЕЦ-а до пречиствателната станция за питейни води преминава през три дюкера и единадесет мост-канала.
По главната напорна деривация водата се довежда до пречиствателна станция за питейни води „Киселчова могила“ – водно количество 1.46 куб.м/сек.

## Местоположение
В административно отношение язовир „Христо Смирненски“ и СД „Янтра“ попада изцяло на територията на община Габрово.
Язовирната стена е разположена в теснина на река Паничарка, ляв приток на река Янтра, на 10 км югозападно от Габрово, на 300 м над село Лютаци, сега квартал на града.

## Данни
Завирената вода от язовирното езеро се подава чрез вертикална водовземна кула. Водата, предназначена за питейно-битово водоснабдяване, се отработва енергийно от подязовирната ВЕЦ и оттам се насочва в тръбопровод Ø1200 – Главна деривация. Накрая на тази деривация, наречена „Главна деривация“ е изградена пречиствателна станция за водно количество Q=1.40 куб.м/сек.
За пълненето на водохранилището е изградена и събирателна деривация „Янтра“. Със събирателна деривация „Янтра“ се прехвърлят води от водосбора на река Янтра в язовир „Христо Смирненски“.
Язовирната стена е с височина 55 м преди и 63 м след надстрояването, намира се непосредствено над Габрово и е съоръжение I клас.
Водовземната кула е цилиндрична, вертикална, с диаметър 2.5 м. Разположена е на около 40 м пред напорния тунел. Водовзема се на три хоризонта посредством три броя водовземни отвори на коти 487.98; 497.23 и 507.73.
Отбивният тунел е преустроен във водовземен. Първите 46.40 м от тунела са тръбен участък от стоманобетон Ø3000, а останалите 232.00 м от отбивния тунел са бетонови с диаметър Ø3000. Водовземният тунел завършва с ВЕЦ с мощност 760 kW.
Съществуващият преливник с дължина на траншеята 80 м, разположена в крива на левия скат, е преустроен в траншеен с тристранно преливане и дължина на преливния ръб 80.00 м. Новото преливно съоръжение използва съществуващия отводящ канал, бързоток и енергогасител.
Изградената събирателна деривация „Янтра“ представлява сложна система от водохващания (пет водохващания от проектираните 8 броя) и канали. До всяко водохващане е изградена експлоатационна сграда. По пътя от водохващанията до язовира уловените водни количества преминават през четири дюкера, четири тунела и един мост-канал.

## Режими

### Режим пояс I
Определяне границата и режима на пояс I
За язовир „Христо Смирненски“ пояс I на санитарно-охранителната зона включва водната площ от водната кула на разстояние 1000 м срещу течението на водата, както и ивица от терена на двата бряга със същата дължина и широчина 50 м от границата на водния обект. Това е най-вътрешният пояс на санитарно-охранителната зона, към който се изисква строга охрана непосредствено около водоизточника и/или съоръжението от човешки дейности, които могат да увредят ползваната вода. Общата площ на пояс I на язовир „Христо Смирненски“ е определена съобразно изработения цифров модел и възлиза на 600.840 дка.
Пояс I е разположен непосредствено около водоизточника и подлежи на най-строга охрана от човешки дейности, които могат да увредят ползваната вода. Строгият охранителен режим в пояс I изисква абсолютна забрана на следните дейности:
- Извършване на трайни инвестиции и строителство
- Промени на предназначението на земята
- Изключване на земи от горски фонд
- Достъп на животни и домашен добитък
- Извършване на строителни и др. дейности, които не са свързани с експлоатацията на водоснабдителната система
- Разкриване и експлоатация на кариери
- Заустването на всякакъв вид отпадъчни води
- Преминаването на канали
- Използването на терена за каквито и да е селскостопански нужди
- Преминаването на електропроводи и съоръжения
- Използването на водоизточника за спортни цели
- Постоянно живеене на хора, свързани или несвързани с експлоатацията на водоснабдителната система и др.
- Всички дейности, несвързани с експлоатацията на хидровъзел „Христо Смирненски“
- В пояс I на санитарно-охранителната зона не се допускат външни лица освен персонала по експлоатацията на хидровъзела.

За пояс I е предвидено в проекта задължително ограждение с трайна ограда с височина не по-малка от 1.40 м съгласно приложения проект. За да бъде известено наличието на ограда, са използвани предупредителни надписи върху табели, поставени на видимо разстояние една от друга средно 100 м.
За района на езерото е приложен проект за сигнализация на пояс I във водата чрез ярко оцветени шамандури с жълти и червени вертикални ивици с надпис: „Внимание! Санитарно-охранителна зона пояс I. Влизането строго забранено!“. Надводната част е с височина не по-малка от 400 мм. Шамандурите се закотвят по водната граница на пояс I през разстояние от 50 м.

### Режим пояс II
Определяне границата и режима на пояс II
Границата на пояс II e определена с отчитане на самопречиствателната способност на язовира, количествените и качествените характеристики на водите от втичащите се реки и повърхностния отток от прилежащите терени и в съответствие с чл.19, ал.3 на Наредба №00/3 „За условията и реда за проучване, проектиране, утвърждаване и експлоатация на санитарно-охранителни зони около водоизточниците и съоръженията за питейно-битово водоснабдяване“. Пояс II обхваща цялата акватория на язовир „Христо Смирненски“ и СД „Янтра“ и брегова ивица с ширина 500 м от границата на водния обект.
Общата площ на пояс II на санитарно-охранителната зона на язовир „Христо Смирненски“ е определена съобразно изработения цифров модел и възлиза на 6963.581 дка.
В пояс II се част от дейностите се забраняват, други се ограничават или ограничават при необходимост дейностите, посочени в таблицата.
Осъществяването на дейност в границите на пояс II, за който е регламентирано ограничение или ограничение при доказана необходимост, се разрешава от институциите само ако инициаторите на дейността с конкретни изследвания и докладът за оценка въздействието върху околната среда (ОВОС) докажат, че дейността няма да доведе до негативни последствия за яз. „Христо Смирненски“.
Ако по време на водоползването категорично се установи, че някоя от ограничените дейности или тези ограничени по необходимост влияе и влошава количеството или качеството на подаваната вода, тази дейност се забранява със заповед на директора на басейновата дирекция.
Горските площи в пояс II се прекатегоризират в гори със специално предназначение – водоохранни гори, водят се на отчет и се стопанисват и използват по специални лесоустройствени проекти.
Заустване на отпадъчни води в повърхностни водни обекти се разрешава от компетентните органи – Министерство на здравеопазването, Регионална инспекция по опазване и контрол на общественото здраве (РИОКОЗ) и Регионална инспекция по околна среда и води (РИОСВ), само ако качеството на заустената вода по емисионни стойности отговаря или е в по-добро качество от водата във водоприемника – язовир „Христо Смирненски“.
Категорично се забранява в пояс II на санитарно-охранителната зона на язовир „Христо Смирненски“ депонирането на открити терени в каквото и да е количество на битови, производствени, опасни, строителни отпадъци, отпадъци, отделящи неприятни миризми, взривоопасни, разяждащи, окисляващи, пожароопасни, леснозапалими и горими, болнични и други клинични отпадъци от здравни заведения и ветеринарни служби.
Сигнализацията на пояс II е с ясно видими предупредителни надписи и табели, поставени на разстояние средно 200 м едни от други. Дължината на пояс II за маркиране е 15 164 м.

### Режим пояс III
Определяне границата и режима на пояс III
Границите на пояс III са определени в съответствие с чл.20 и чл.17 на Наредба №00/3. Пояс III обхваща водосборната област на язовир „Христо Смирненски“, включително и водосборите на водохващанията на СД „Янтра“. Общата площ на пояс III на язовир „Христо Смирненски“ е определена съобразно изработения цифров модел и възлиза на 44 904.951 дка. Пояс III е външният пояс, чието основно предназначение е охрана на водоизточника от:
?замърсяване с химични, бавно разпадащи се, трудно разградими, слабо сорбируеми и несорбируеми вещества
?дейности, водещи до намаляване на ресурсите на водоизточника и/или проектния дебит на водовземното съоръжение
?други дейности, водещи до влошаване качествата на добиваната вода и/или състоянието на водоизточника.
В пояс III се забраняват, ограничават или ограничават при доказана необходимост различни дейности. Абсолютно забранено е полагане на нефтопроводи, изграждане на подземни хранилища за опасни вещества, свинекомплекси, ползване на въздухоплавателни средства за разпръскване на торове и пестициди, пране с химически препарати.
Изследвания и процедура по ОВОС се изисква при добив на подземни богатства, при използване на терена за гробища, при създаване на нови или разширяване на съществуващи селищни територии, без да има канализация и пречиствателни съоръжения, при прокарване на пътища, при строителство на паркинги и автомивки, животновъдни ферми, промишлени предприятия, при наторяване, при използване на плавателни средства с двигател с вътрешно горене, при построяване на ваканционни лагери и къмпинги, почивни станции и други подобни.
Границите на пояс III се означават с хоризонтално разположени табели на височина от терена 1.50 – 2.00 м и на видимо разстояние една от друга – 250 м, за сигнализиране на селскостопанската авиация. Табелите се оцветяват в червено и жълто, като жълтият цвят е от страната на позволения терен за обработване, а червеният – от страната на терена, забранен за обработване селскостопанската авиация.
Завиряването на язовир „Христо Смирненски“ е направено през 1967 г. Преди това чашата на язовира е почистена от останки от сгради и санирана. Всички тоалетни, обори, торища, помийни ями и гробища са обработени съобразно инструкциите на РИОКОЗ – Габрово.
Бреговата ивица в пояс I е съвсем чиста, като в нея няма никакви замърсители. Използването на този терен за каквито и да било селскостопански дейности и други нужди е забранено. Не се разрешава изграждане на жилищни сгради и помощни постройки и за персонала, обслужващ хидровъзел „Христо Смирненски“.
Пояс II (с ширина 500 м от границата на водния обект) може да се използва организирано и под санитарен контрол за гребен и ветроходен спорт и риболов. Моторните лодки са забранени.
Преминаването на хора към пояс II през пояс I също се забранява.
Необходимо е РИОКОЗ и Министерството на земеделието и продоволствието, регионална служба „Земя и поземлена собственост“ да наблюдават влиянието върху почвите и водата на употребяваните естествени и изкуствени торове и препаратите за растителна защита в санитарно-охранителната зона. За целта е необходимо да се изготви регистър на парцелите на земеделските земи, върху които са приложени естествени и изкуствени торове и препаратите за растителна защита по местонахождение на имота, площ, отглеждани култури, използвани препарати и др.
Паркирането на превозни средства, превозващи опасни товари, се извършва най-малко на 200 м от пояс III на санитарно-охранителната зона на язовир „Христо Смирненски“ и СД „Янтра“.
Всички нерегламентирани и незаконни депа за отпадъци, попадащи в пояс II и в пояс III, в срок до една година след утвърждаване на санитарно-охранителната зона на язовир „Христо Смирненски“ и СД „Янтра“ трябва да бъдат закрити, а за населените места, попадащи във втория и третия пояс, община Габрово следва да осигури контейнерно извозване на отпадъците.
При изготвяне на настоящата стойност на СМР са ползвани данни за стойността на строително-монтажните работи разработени от МРРБ, фирма „Стройексперт – СЕК“, както и пазарни свидетелства за стойността на отделните видове СМР. Важно е да се отбележи, че посочената стойност за обекта е без отчитане печалбата на изпълнителя и без ДДС.

## Рибно богатство
- Каракуда
- Червеноперка
- Шаран